# Svarthuvad vitbukspapegoja
Svarthuvad vitbukspapegoja (Pionites melanocephalus) är en fågel i familjen västpapegojor inom ordningen papegojfåglar.

## Utseende och läte
Svarthuvad vitbukspapegoja är en medelstor satt papegoja med karakteristisk fjäderdräkt: svart hjässa med kontrasterande vit och gul teckning på ansikte, bröst och buk. Flyktlätet består av ett genomträngande skri, något likt solfjäderspapegoja men ljusare och inte lika varierat.

## Utbredning och systematik
Svarthuvad vitbukspapegoja delas in i två underarter:
- P. m. melanocephalus – förekommer från sydöstra Colombia till Venezuela, Guyana och norra Brasilien
- P. m. pallidus – förekommer från södra Colombia till östra Ecuador och nordöstra Peru

## Levnadssätt
Svarthuvad vitbukspapegoja är en vanlig fågel i olika skogstyper, framför allt på sandig jord. Den ses vanligen i grupper om fyra till fem fåglar, ibland fler, som födosöker tystlåtet på frukt och blommor i trädkronorna. Vid uppflog hörs ett distinkt vittljudande vingbuller.

## Status
Arten har ett stort utbredningsområde och beståndet anses vara stabilt. Internationella naturvårdsunionen IUCN listar den därför som livskraftig (LC).

## Bilder

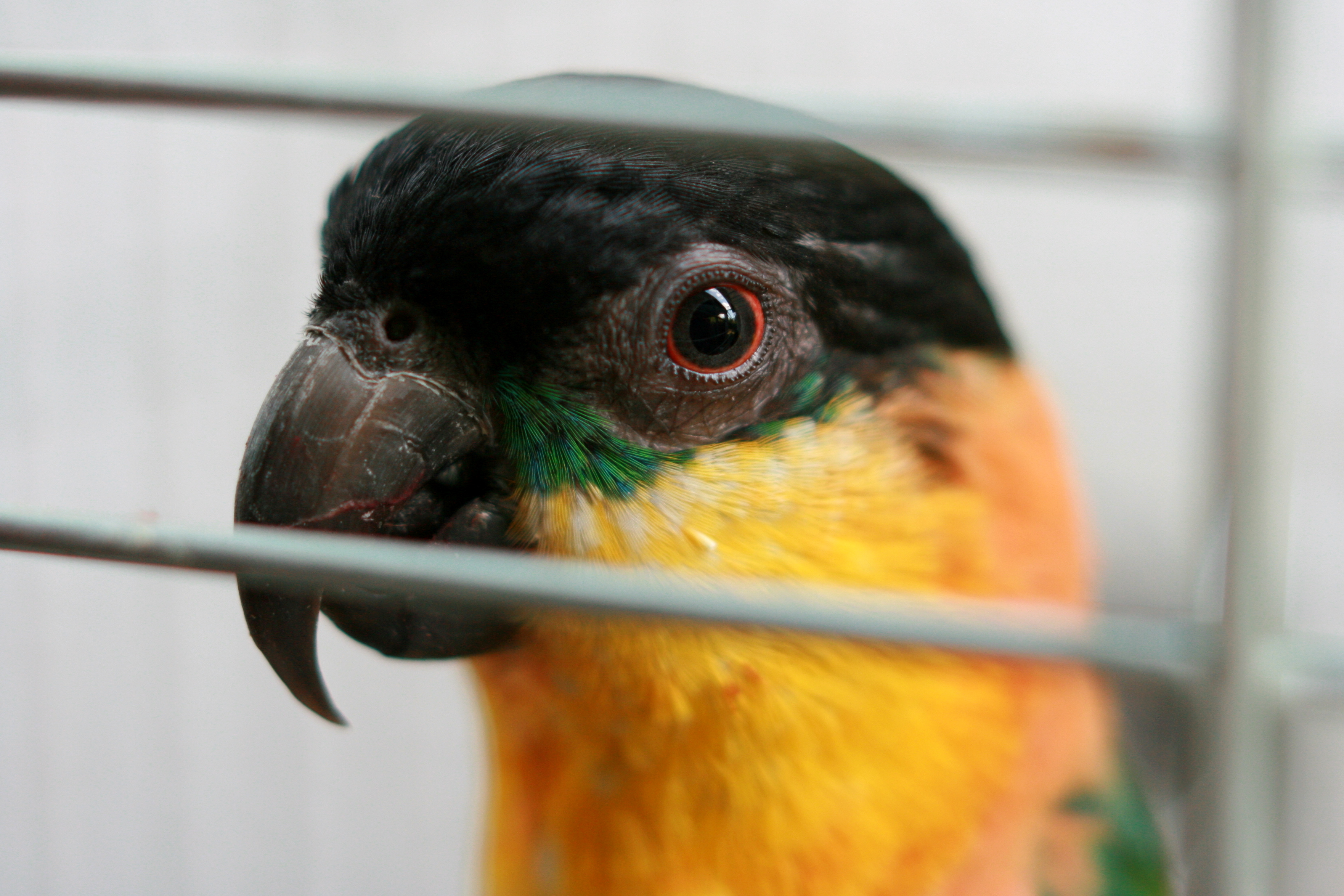
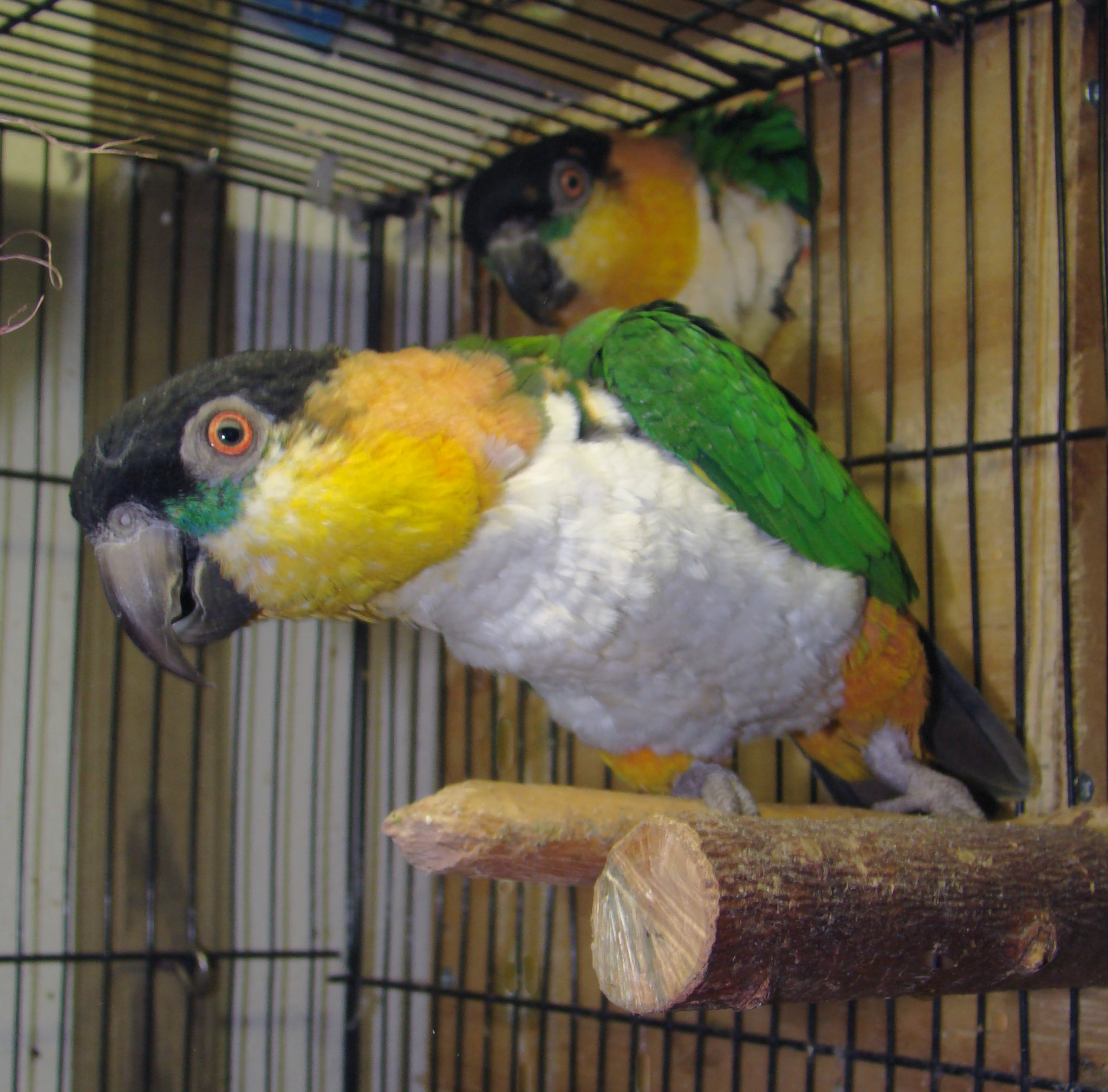
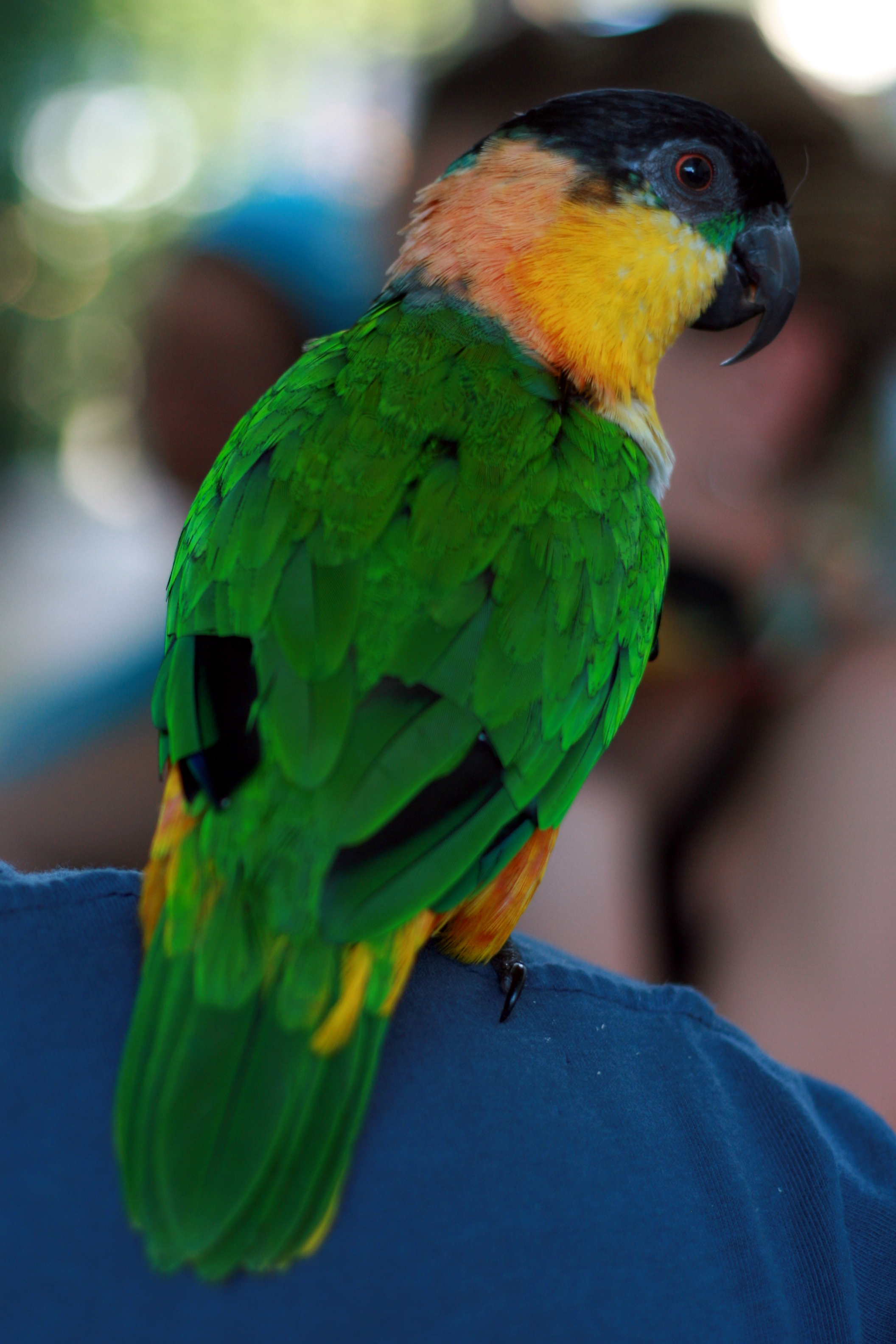
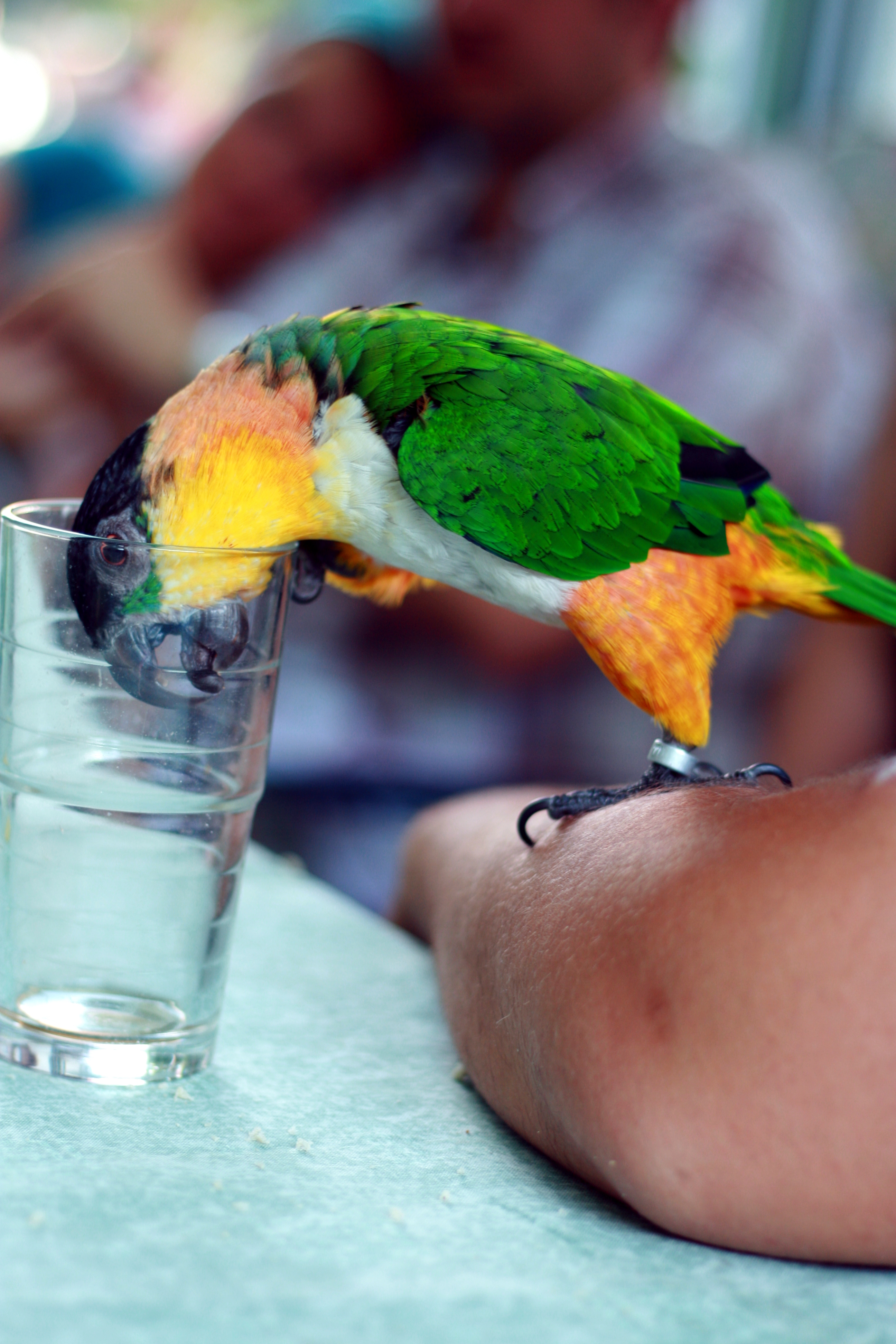
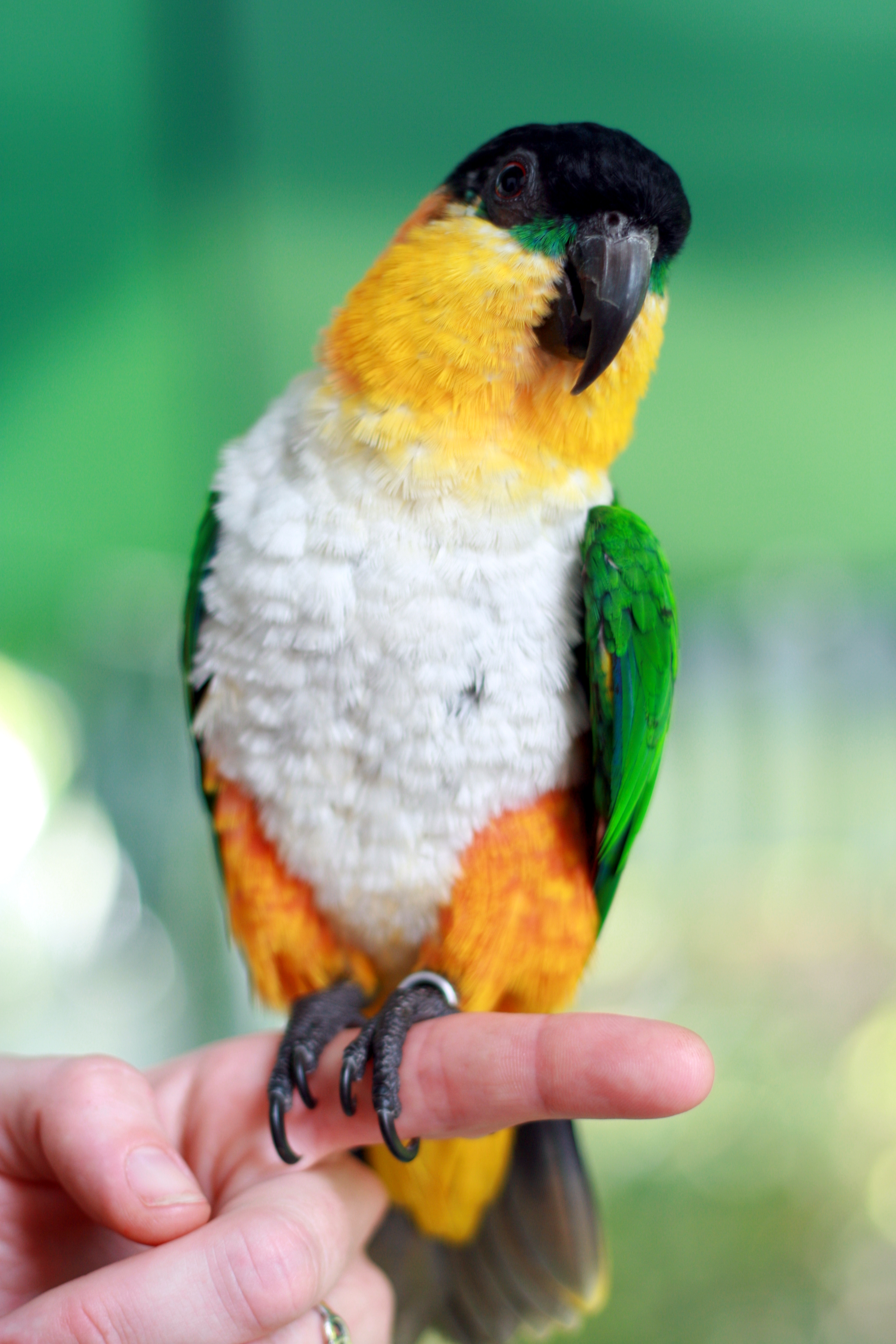
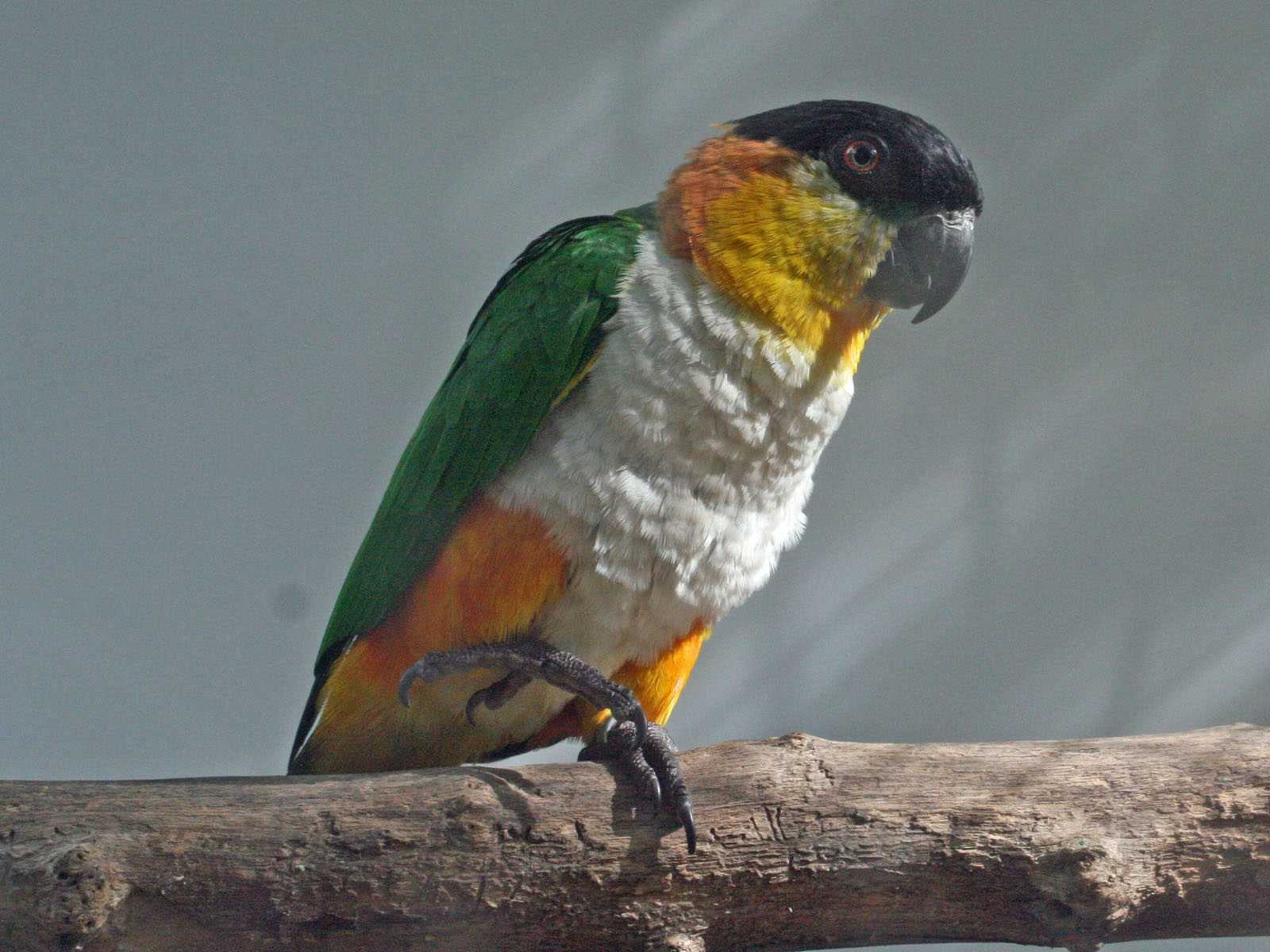
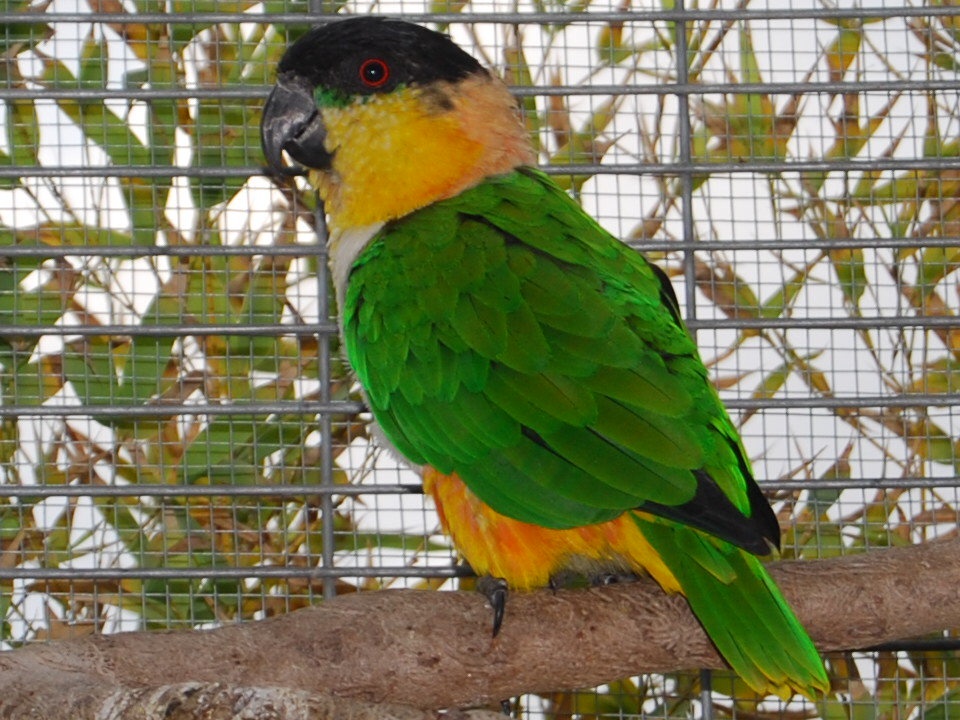
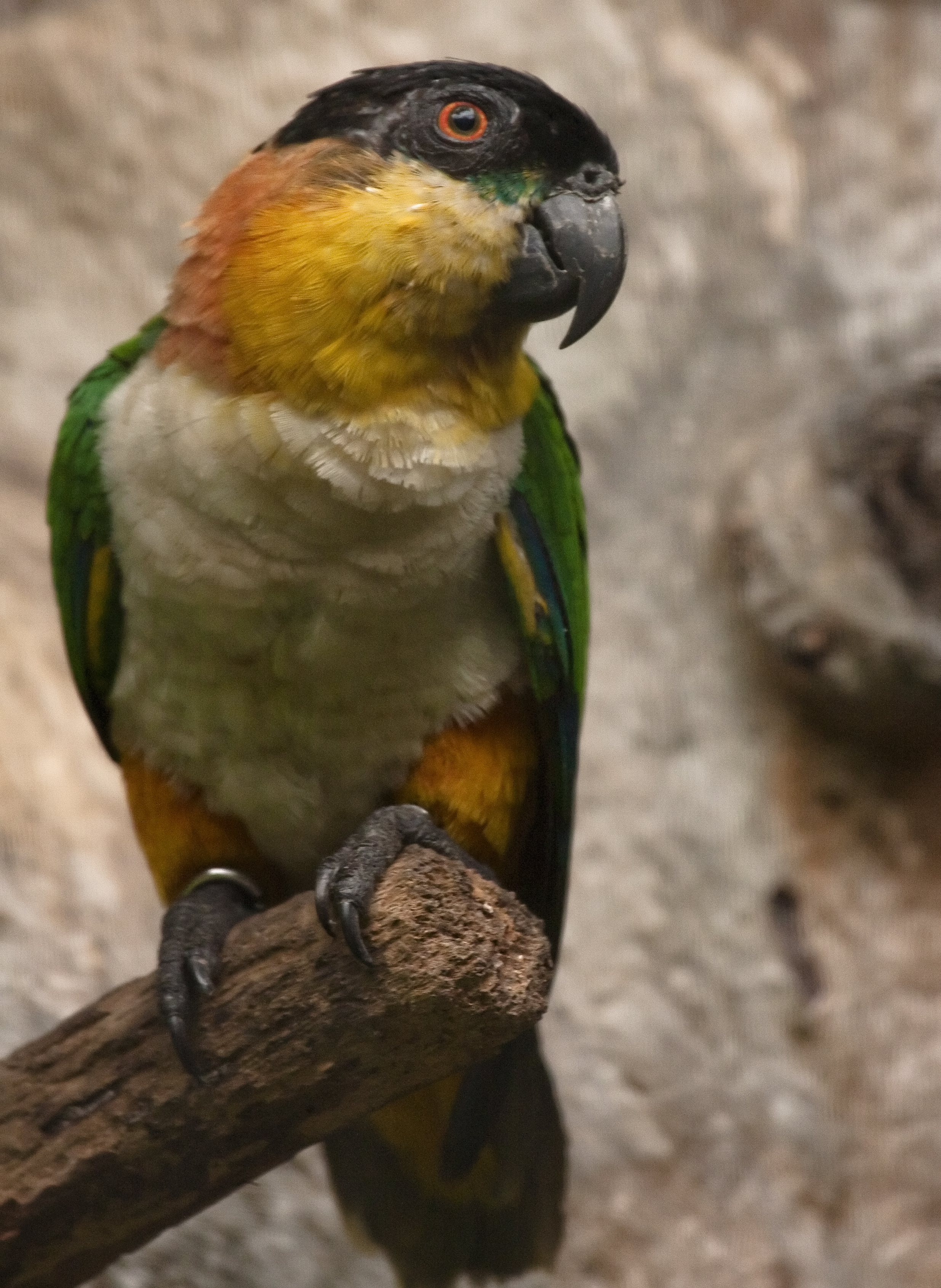
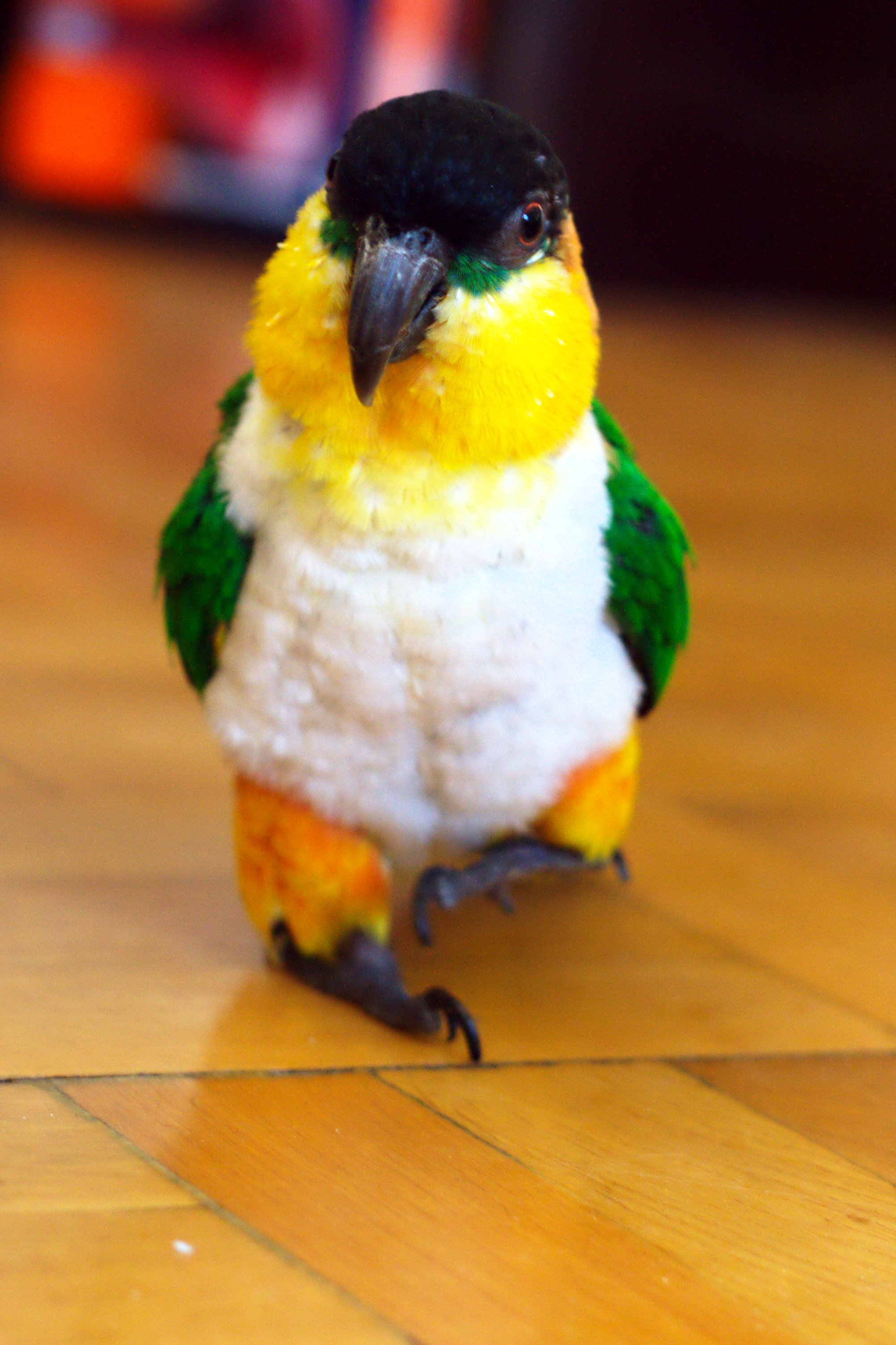
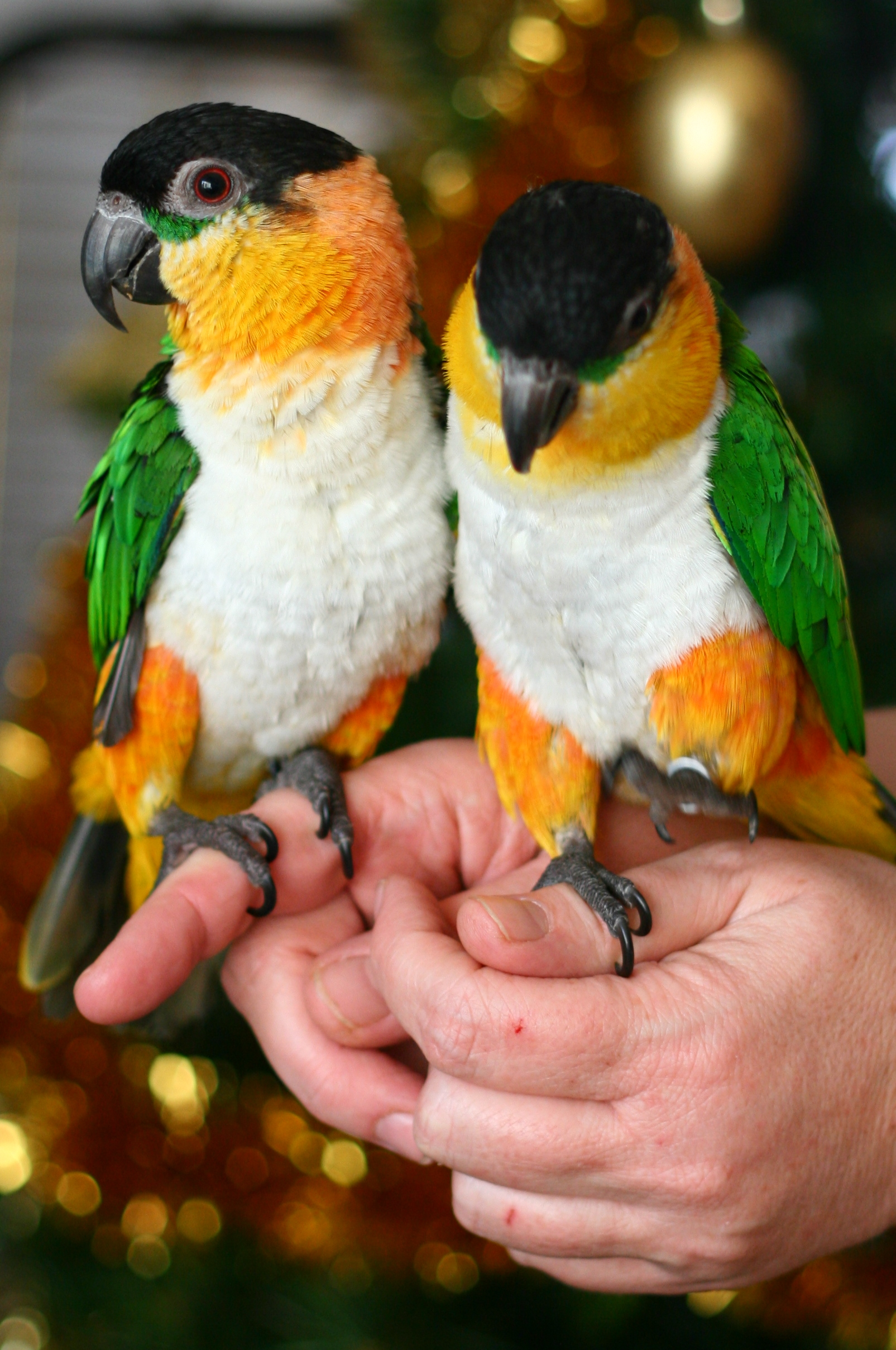